# Fußball-Weltmeisterschaft 1998/Gruppe B
Spiele der Gruppe B der Fußball-Weltmeisterschaft 1998.
| Pl. | Land       | Sp. | S | U | N | Tore    | Diff. | Punkte |
| --- | ---------- | --- | - | - | - | ------- | ----- | ------ |
| 1.  | Italien    | 3   | 2 | 1 | 0 | 007:300 | +4    | 07     |
| 2.  | Chile      | 3   | 0 | 3 | 0 | 004:400 | ±0    | 03     |
| 3.  | Österreich | 3   | 0 | 2 | 1 | 003:400 | −1    | 02     |
| 4.  | Kamerun    | 3   | 0 | 2 | 1 | 002:500 | −3    | 02     |

## Italien – Chile 2:2 (1:1)
| Italien                                                              | Italien | Chile | Chile |
| -------------------------------------------------------------------- | --- | --- | ----- |
| Italien                                                              | \| 1. Spieltag \| \| 11. Juni 1998 um 17:30 Uhr in Bordeaux (Stade Jacques-Chaban-Delmas) \| \| Zuschauer: 31.800 \| \| Schiedsrichter: Lucien Bouchardeau ( Niger) \| \| Spielbericht \| | \| 1. Spieltag \| \| 11. Juni 1998 um 17:30 Uhr in Bordeaux (Stade Jacques-Chaban-Delmas) \| \| Zuschauer: 31.800 \| \| Schiedsrichter: Lucien Bouchardeau ( Niger) \| \| Spielbericht \|                                                                                     | Chile |
| Italien                                                              | Gianluca Pagliuca – Alessandro Costacurta, Alessandro Nesta, Fabio Cannavaro, Paolo Maldini – Angelo Di Livio (62. Enrico Chiesa), Demetrio Albertini, Dino Baggio, Roberto Di Matteo (57. Luigi Di Biagio) – Roberto Baggio, Christian Vieri (72. Filippo Inzaghi) Cheftrainer: Cesare Maldini | Nelson Tapia – Pedro Reyes, Ronald Fuentes, Javier Margas (64. Miguel Ramírez) – Moisés Villarroel, Clarence Acuña (82. Fernando Cornejo), Nelson Parraguez, Francisco Rojas – Fabián Estay (81. José Luis Sierra) – Iván Zamorano , Marcelo Salas Cheftrainer: Nelson Acosta | Chile |
| Italien                                                              | 1:0 Vieri (10.) 2:2 R. Baggio (85., Handelfmeter) | 1:1 Salas (45.) 1:2 Salas (49.) | Chile |
| Italien                                                              | Cannavaro, Di Livio | Parraguez, Rojas, Acuña | Chile |
| 1. Spieltag                                                          | | |       |
| 11. Juni 1998 um 17:30 Uhr in Bordeaux (Stade Jacques-Chaban-Delmas) | | |       |
| Zuschauer: 31.800                                                    | | |       |
| Schiedsrichter: Lucien Bouchardeau ( Niger)                          | | |       |
| Spielbericht                                                         | | |       |

## Kamerun – Österreich 1:1 (0:0)
| Kamerun                                                    | Kamerun | Österreich | Österreich |
| ---------------------------------------------------------- | --- | --- | ---------- |
| Kamerun                                                    | \| 1. Spieltag \| \| 11. Juni 1998 um 21:00 Uhr in Toulouse (Stadium Municipal) \| \| Zuschauer: 33.500 \| \| Schiedsrichter: Epifanio González ( Paraguay) \| \| Spielbericht \|                                                                                             | \| 1. Spieltag \| \| 11. Juni 1998 um 21:00 Uhr in Toulouse (Stadium Municipal) \| \| Zuschauer: 33.500 \| \| Schiedsrichter: Epifanio González ( Paraguay) \| \| Spielbericht \|                                                                                           | Österreich |
| Kamerun                                                    | Jacques Songo’o – Pierre Njanka, Raymond Kalla, Rigobert Song, Pierre Womé – Augustine Simo (65. Salomon Olembé) – Joseph N’Do, Patrick M’Boma, Didier Angibeaud – François Omam-Biyik (84. Alphonse Tchami), Samuel Ipoua (65. Joseph-Désiré Job) Cheftrainer: Claude Le Roy | Michael Konsel – Peter Schöttel, Wolfgang Feiersinger, Anton Pfeffer – Harald Cerny (83. Mario Haas), Roman Mählich, Heimo Pfeifenberger (83. Peter Stöger), Arnold Wetl – Dietmar Kühbauer, Andreas Herzog (83. Ivica Vastić) – Toni Polster Cheftrainer: Herbert Prohaska | Österreich |
| Kamerun                                                    | 1:0 Njanka (77.) | 1:1 Polster (90.) | Österreich |
| Kamerun                                                    | Ipoua | Pfeffer | Österreich |
| 1. Spieltag                                                | | |            |
| 11. Juni 1998 um 21:00 Uhr in Toulouse (Stadium Municipal) | | |            |
| Zuschauer: 33.500                                          | | |            |
| Schiedsrichter: Epifanio González ( Paraguay)              | | |            |
| Spielbericht                                               | | |            |

## Chile – Österreich 1:1 (0:0)
| Chile                                                                 | Chile | Österreich | Österreich |
| --------------------------------------------------------------------- | --- | --- | ---------- |
| Chile                                                                 | \| 2. Spieltag \| \| 17. Juni 1998 um 17:30 Uhr in Saint-Étienne (Stade Geoffroy-Guichard) \| \| Zuschauer: 30.600 \| \| Schiedsrichter: Gamal al-Ghandour ( Ägypten) \| \| Spielbericht \|                                                                | \| 2. Spieltag \| \| 17. Juni 1998 um 17:30 Uhr in Saint-Étienne (Stade Geoffroy-Guichard) \| \| Zuschauer: 30.600 \| \| Schiedsrichter: Gamal al-Ghandour ( Ägypten) \| \| Spielbericht \|                                                                                   | Österreich |
| Chile                                                                 | Nelson Tapia – Pedro Reyes, Ronald Fuentes, Javier Margas – Moisés Villarroel (67. Cristián Castañeda), Clarence Acuña, Nelson Parraguez, Francisco Rojas – Fabián Estay (57. José Luis Sierra) – Iván Zamorano , Marcelo Salas Cheftrainer: Nelson Acosta | Michael Konsel – Peter Schöttel, Wolfgang Feiersinger, Anton Pfeffer – Harald Cerny (46. Markus Schopp), Roman Mählich, Heimo Pfeifenberger, Arnold Wetl – Dietmar Kühbauer (46. Andreas Herzog) – Toni Polster , Mario Haas (74. Ivica Vastić) Cheftrainer: Herbert Prohaska | Österreich |
| Chile                                                                 | 1:0 Salas (70.) | 1:1 Vastic (90.) | Österreich |
| Chile                                                                 | Zamorano, Estay, Villarroel, Salas | Schöttel | Österreich |
| 2. Spieltag                                                           | | |            |
| 17. Juni 1998 um 17:30 Uhr in Saint-Étienne (Stade Geoffroy-Guichard) | | |            |
| Zuschauer: 30.600                                                     | | |            |
| Schiedsrichter: Gamal al-Ghandour ( Ägypten)                          | | |            |
| Spielbericht                                                          | | |            |

## Italien – Kamerun 3:0 (1:0)
| Italien                                                        | Italien | Kamerun | Kamerun |
| -------------------------------------------------------------- | --- | --- | ------- |
| Italien                                                        | \| 2. Spieltag \| \| 17. Juni 1998 um 21:00 Uhr in Montpellier (Stade de la Mosson) \| \| Zuschauer: 29.800 \| \| Schiedsrichter: Edward Lennie ( Australien) \| \| Spielbericht \| | \| 2. Spieltag \| \| 17. Juni 1998 um 21:00 Uhr in Montpellier (Stade de la Mosson) \| \| Zuschauer: 29.800 \| \| Schiedsrichter: Edward Lennie ( Australien) \| \| Spielbericht \|                                                                                         | Kamerun |
| Italien                                                        | Gianluca Pagliuca – Alessandro Costacurta, Alessandro Nesta, Fabio Cannavaro, Paolo Maldini – Francesco Moriero (83. Angelo Di Livio), Luigi Di Biagio, Dino Baggio, Demetrio Albertini (62. Roberto Di Matteo) – Roberto Baggio (65. Alessandro Del Piero), Christian Vieri Cheftrainer: Cesare Maldini | Jacques Songo’o – Pierre Njanka, Raymond Kalla, Rigobert Song, Pierre Womé – Patrick M’Boma (66. Samuel Eto’o) – Joseph N’Do, Didier Angibeaud, Salomon Olembé – François Omam-Biyik (66. Alphonse Tchami), Samuel Ipoua (46. Joseph-Désiré Job) Cheftrainer: Claude Le Roy | Kamerun |
| Italien                                                        | 1:0 Di Biagio (8.) 2:0 Vieri (75.) 3:0 Vieri (88.) | | Kamerun |
| Italien                                                        | Costacurta, Di Biagio | Womé, Njanka, Song, Angibeaud | Kamerun |
| Italien                                                        | Kalla (43., grobes Foulspiel) | | Kamerun |
| 2. Spieltag                                                    | | |         |
| 17. Juni 1998 um 21:00 Uhr in Montpellier (Stade de la Mosson) | | |         |
| Zuschauer: 29.800                                              | | |         |
| Schiedsrichter: Edward Lennie ( Australien)                    | | |         |
| Spielbericht                                                   | | |         |

## Italien – Österreich 2:1 (0:0)
| Italien                                                     | Italien | Österreich | Österreich |
| ----------------------------------------------------------- | --- | --- | ---------- |
| Italien                                                     | \| 3. Spieltag \| \| 23. Juni 1998 um 16:00 Uhr in Saint-Denis (Stade de France) \| \| Zuschauer: 80.000 (ausverkauft) \| \| Schiedsrichter: Paul Durkin ( England) \| \| Spielbericht \| | \| 3. Spieltag \| \| 23. Juni 1998 um 16:00 Uhr in Saint-Denis (Stade de France) \| \| Zuschauer: 80.000 (ausverkauft) \| \| Schiedsrichter: Paul Durkin ( England) \| \| Spielbericht \|                                                                                      | Österreich |
| Italien                                                     | Gianluca Pagliuca – Alessandro Costacurta, Alessandro Nesta (4. Giuseppe Bergomi), Fabio Cannavaro, Paolo Maldini – Francesco Moriero, Luigi Di Biagio, Dino Baggio, Gianluca Pessotto – Alessandro Del Piero (73. Roberto Baggio), Christian Vieri (60. Filippo Inzaghi) Cheftrainer: Cesare Maldini | Michael Konsel – Peter Schöttel, Wolfgang Feiersinger, Anton Pfeffer – Roman Mählich, Dietmar Kühbauer (75. Peter Stöger), Heimo Pfeifenberger (78. Andreas Herzog), Arnold Wetl – Hannes Reinmayr – Toni Polster (62. Mario Haas), Ivica Vastić Cheftrainer: Herbert Prohaska | Österreich |
| Italien                                                     | 1:0 Vieri (49.) 2:0 R. Baggio (89.) | 2:1 Herzog (90., Foulelfmeter) | Österreich |
| Italien                                                     | Maldini | Schöttel (2., gesperrt), Vastic, Feiersinger | Österreich |
| 3. Spieltag                                                 | | |            |
| 23. Juni 1998 um 16:00 Uhr in Saint-Denis (Stade de France) | | |            |
| Zuschauer: 80.000 (ausverkauft)                             | | |            |
| Schiedsrichter: Paul Durkin ( England)                      | | |            |
| Spielbericht                                                | | |            |

## Chile – Kamerun 1:1 (1:0)
| Chile                                                        | Chile | Kamerun | Kamerun |
| ------------------------------------------------------------ | --- | --- | ------- |
| Chile                                                        | \| 3. Spieltag \| \| 23. Juni 1998 um 16:00 Uhr in Nantes (Stade Louis-Fonteneau) \| \| Zuschauer: 35.500 \| \| Schiedsrichter: László Vágner ( Ungarn) \| \| Spielbericht \|                                                                                                 | \| 3. Spieltag \| \| 23. Juni 1998 um 16:00 Uhr in Nantes (Stade Louis-Fonteneau) \| \| Zuschauer: 35.500 \| \| Schiedsrichter: László Vágner ( Ungarn) \| \| Spielbericht \|                                                                     | Kamerun |
| Chile                                                        | Nelson Tapia – Pedro Reyes, Ronald Fuentes, Javier Margas – Moisés Villarroel (69. Fernando Cornejo), Clarence Acuña, Nelson Parraguez, Francisco Rojas (76. Miguel Ramírez) – José Luis Sierra (69. Fabián Estay) – Iván Zamorano , Marcelo Salas Cheftrainer: Nelson Acosta | Jacques Songo’o – Pierre Njanka, Rigobert Song, Pierre Womé – Joseph N’Do (82. Lauren), Marcel Mahouvé, Michel Pensée, Salomon Olembé – Patrick M’Boma – François Omam-Biyik , Joseph-Désiré Job (73. Alphonse Tchami) Cheftrainer: Claude Le Roy | Kamerun |
| Chile                                                        | 1:0 Sierra (20.) | 1:1 M’Boma (55.) | Kamerun |
| Chile                                                        | Villarroel (2., gesperrt), Parraguez (2., gesperrt), Rojas (2., gesperrt), Ramírez | Song | Kamerun |
| Chile                                                        | Song (51., Ellenbogencheck), Lauren (88., grobes Foulspiel) | | Kamerun |
| 3. Spieltag                                                  | | |         |
| 23. Juni 1998 um 16:00 Uhr in Nantes (Stade Louis-Fonteneau) | | |         |
| Zuschauer: 35.500                                            | | |         |
| Schiedsrichter: László Vágner ( Ungarn)                      | | |         |
| Spielbericht                                                 | | |         |